# Giovanna Tatò
Giovanna Tatò (Roma, 10 agosto 1945) è una giornalista e scrittrice italiana.

## Biografia
Giovanna Tatò, giornalista e scrittrice, nasce a Roma in una famiglia di professionisti: la madre, Erminia Romano, diverrà musicista e tra le prime donne in Italia a raggiungere il podio dei direttori d’orchestra; il padre Antonio Tatò, sindacalista e giornalista, diventerà il più stretto collaboratore di Enrico Berlinguer. Il nonno paterno, Francesco Tatò, era un noto giornalista parlamentare mentre la nonna paterna Ebe Cossio di Codroipo e Spilimbergo, discendeva da una antica famiglia friulana. Il nonno materno Salvatore Romano era un famoso avvocato nella stretta cerchia di Benito Mussolini e sua nonna materna, Dina Brunetti, era voce soprano dell’Accademia Corale “Pietro Mascagni” di Roma.
Studentessa universitaria alla facoltà di Lingue e Letterature Straniere dell'Università Ca’ Foscari Venezia, Giovanna Tatò iniziò un periodo di praticantato collaborando con «Il Gazzettino» di Venezia dove si mise in luce con alcune interviste, tra cui, una al discusso poeta americano Ezra Poun. Terminati gli studi, ottenne il suo primo contratto stabile all’Agenzia Giornalistica Italia AGI.

### All’AGI
(1972-1982)
Si occupò del disastro aereo della Strage di Ustica in cui intervistò Aldo Davanzali, il proprietario della compagnia aerea Itavia. L'intervista venne pubblicata a cinque colonne sul «Corriere della Sera» e successivamente le notizie stampa si accavallarono per anni mantenendo alta l’attenzione su un’inchiesta ancora oggi non completamente chiusa. Arrivarono gli anni della forte contestazione studentesca e delle grandi manifestazioni delle donne in lotta per i loro diritti (Movimento del Sessantotto). Questi fatti vissuti in prima persona hanno dato l’incipit ai temi che giornalisticamente la formeranno riguardanti i diritti umani, la politica italiana ed internazionale e le questioni sociali. Giovanna Tatò seguì i 55 giorni del sequestro e dell’assassinio di Aldo Moro. Collaborò per un periodo al settimanale «L'Espresso» (1976) firmando un’inchiesta a quattro mani con Paolo Mieli e nel 1986-1987 entrò a far parte di una iniziativa speciale del quotidiano «la Repubblica» dove conobbe il direttore Eugenio Scalfari e collaborò con Giorgio Dell'Arti alla redazione di alcuni numeri speciali riguardanti argomenti scientifici. Nel 1987 ha conseguito una specializzazione in giornalismo medico scientifico all'Università Tor Vergata sui metodi di fecondazione assistita.

### Alla RAI
(1985- 2007)
Nel 1985 Giovanna Tatò passò dalla carta stampata alla televisione dove trascorrerà ventidue anni in RAI. Nel 1985 viene chiamata a far parte del nascente Tg3 Nazionale della RAI, direttore Alessandro Curzi, dove diventa Inviata speciale per l'estero iniziando a realizzare reportages televisivi in alcuni Paesi africani, tra cui Etiopia, Eritrea, Somalia, Namibia, Sudafrica e i Paesi del Maghreb. In Namibia, Tatò documenta le condizioni dell’apartheid e i fermenti politici e sociali che porteranno all’indipendenza del Paese dal Sudafrica. Durante quegli avvenimenti incontrò colleghi come Rino Cervone del TG1, Massimo Alberizzi del Corriere della Sera e personalità influenti: tra esse ricordiamo Martti Ahtisaari, Premio Nobel per la Pace, Winnie moglie di Nelson Mandela, icona della lotta anti-apartheid in carcere da 27 anni, il vescovo pacifista anti-apartheid Desmond Tutu e Anton Lubowski, un giovane avvocato e politico anti-apartheid che pagò con la vita la sua opposizione al regime e verrà assassinato poco dopo il loro incontro.
Nel novembre 1989 fu inviata per la RAI a Berlino per documentare la Caduta del Muro e i suoi effetti mondiali, testimoniando in diretta tv un evento che segnò la fine della Guerra fredda, riportando le conferenze dei dirigenti della morente DDR e del leader sovietico Michail Gorbačëv, incontrando dissidenti e nuovi leader politici. In quel periodo Berlino era la capitale del mondo e vi affluivano giornalisti da ogni parte tra cui la collega Lilli Gruber.
Nel 1990 Giovanna Tatò seguì gli effetti della Prima Guerra del Golfo. Si recò in Medio Oriente per rivelare la situazione dei Palestinesi e le condizioni di vita a Gerusalemme e nei campi profughi di Beirut. Ha intervistato esponenti ufficiali dell’OLP, l’Ente governativo palestinese, esponenti ufficiali siriani e realizzò una rara intervista ad un leader ribelle curdo rifugiato a Damasco. Passando per le Alture del Golan occupate da Israele nella Guerra dei sei giorni portò a chi seguiva il telegiornale situazioni storico-sociali sconosciute, attraversando presidi militari e la città fantasma di Quneitra.
Tatò documentò lo svolgimento del Consiglio Nazionale dell'OLP (Organizzazione per la Liberazione della Palestina) del 1991 ad Algeri dove ha incontrato il discusso leader Yasser Arafat che spiegava la posizione palestinese e il leader libico Gheddafi.  In quel periodo arrivò alla redazione del TG3 la collega Bianca Berlinguer che cominciò a condurre il telegiornale.
Giovanna Tatò seguì le vicende storiche ed economiche della Germania post-Caduta del Muro durante tutto il decennio. La notte tra il 30 giugno e il 1º luglio 1990 Berlino tenne una diretta notturna per il TG3 Nazionale in una piazza dove, davanti a un enorme countdown elettronico, a mezzanotte scattò l’unificazione monetaria fra le due Germanie e le successive vicende come il passaggio dal Marco all'Euro avvenuto nel 1999.
A metà Anni Novanta (1994-1995), scoppiati i fatti della ex-Jugoslavia, Tatò si recò in quei luoghi alternandosi per breve tempo con Giovanna Botteri. Giovanna Tatò venne poi chiamata a condurre per il TG3 la Rassegna della Stampa Internazionale traducendo e commentando in diretta, a notte fonda, i titoli dei quotidiani stranieri appena usciti. Questa rubrica divenne un punto di riferimento per i telespettatori, per l’interessante intreccio fra i fatti internazionali con quelli italiani.
Nel 1999 Giovanna Tatò lasciò il TG3 per entrare nella redazione di Rai News 24 la prima redazione della Rai a rimanere sempre in funzione, 24 ore su 24. Condusse varie edizioni del Tg e le fu inoltre affidata la rubrica "Protagonisti" con interviste ai personaggi della cultura, della politica, della società.

#### Oggi
Giovanna Tatò è una scrittrice con all'attivo 2 libri: Gerusalemme- la verità delle stelle (2018) e Porte Chiuse -Lettera ai genitori Erminia Romano e Tonino Tatò 1921-2021 (2023). ed un racconto pluripremiato dal titolo: BELLA che è stato pubblicato all'interno della raccolta I Cigni, Laura Capone Editore. Giovanna Tatò gestisce un blog personale che si occupa di attualità e politica.

## Programmi televisivi
- TG3 (Rai 3)
- TG
- Rassegna Stampa
- Rai News 24
- Rubrica "Protagonisti"
- Superzap (1999 - TG esteri[33])

## Opere
- Giovanna Tatò, Porte chiuse – Lettera ai genitori Erminia Romano e Tonino Tatò 1921-2021, Maurizio Vetri Editore, 2023, ISBN 979-12-81306-06-6. Saggio che intreccia la storia della sua famiglia con importanti vicende politiche e culturali italiane, nato per ricordare il centenario della nascita di entrambi (2021)[34].
- Giovanna Tatò, Gerusalemme-la verità delle stelle, 2018, ISBN 978-88-33610-75-7.

## Curiosità
- A otto anni vinse un concorso scolastico con la poesia “Arlecchino”. Per premiarla il padre Antonio Tatò le regalò “Mowgli-Il libro della Giungla".

## Premi letterari e riconoscimenti
- "PORTE CHIUSE. Lettera ai genitori Erminia Romano - Tonino Tatò 1921-2021" si è classificato secondo per la Saggistica al Premio Letterario Città di Sarzana 2023;
- "GERUSALEMME. La verità delle stelle", ex aequo per la categoria In Punta di Penna, Premio Città di Sarzana 2019;
- BELLA[35][36]- racconto premiato fuori concorso - Premio Internazionale Federico II e Poeti tra le stelle 2019[37]
- BELLA -Premio Nazionale Letteratura Italiana Contemporanea 2019[38]
- PREMIO BACCANTE[39][40] AL GIORNALISMO Manfredonia 1997 dove Alberto Sordi venne insignito del premio alla cultura.
- Riconoscimento alla carriera - Roma, 2014
- Premio alla carriera giornalistica "Città di Sarzana" intitolato a Ilaria Alpi, conferito dall'Associazione Poeti Solo Poeti-Poeti[41]